# Le Theil-Nolent

Le Theil-Nolent este o comună în departamentul Eure, Franța. În 1 ianuarie 2022 avea o populație de 272 de locuitori.